# Rakovnik, Šentjernej
Rakovnik je naselje v Občini Šentjernej.